# Kerkschip

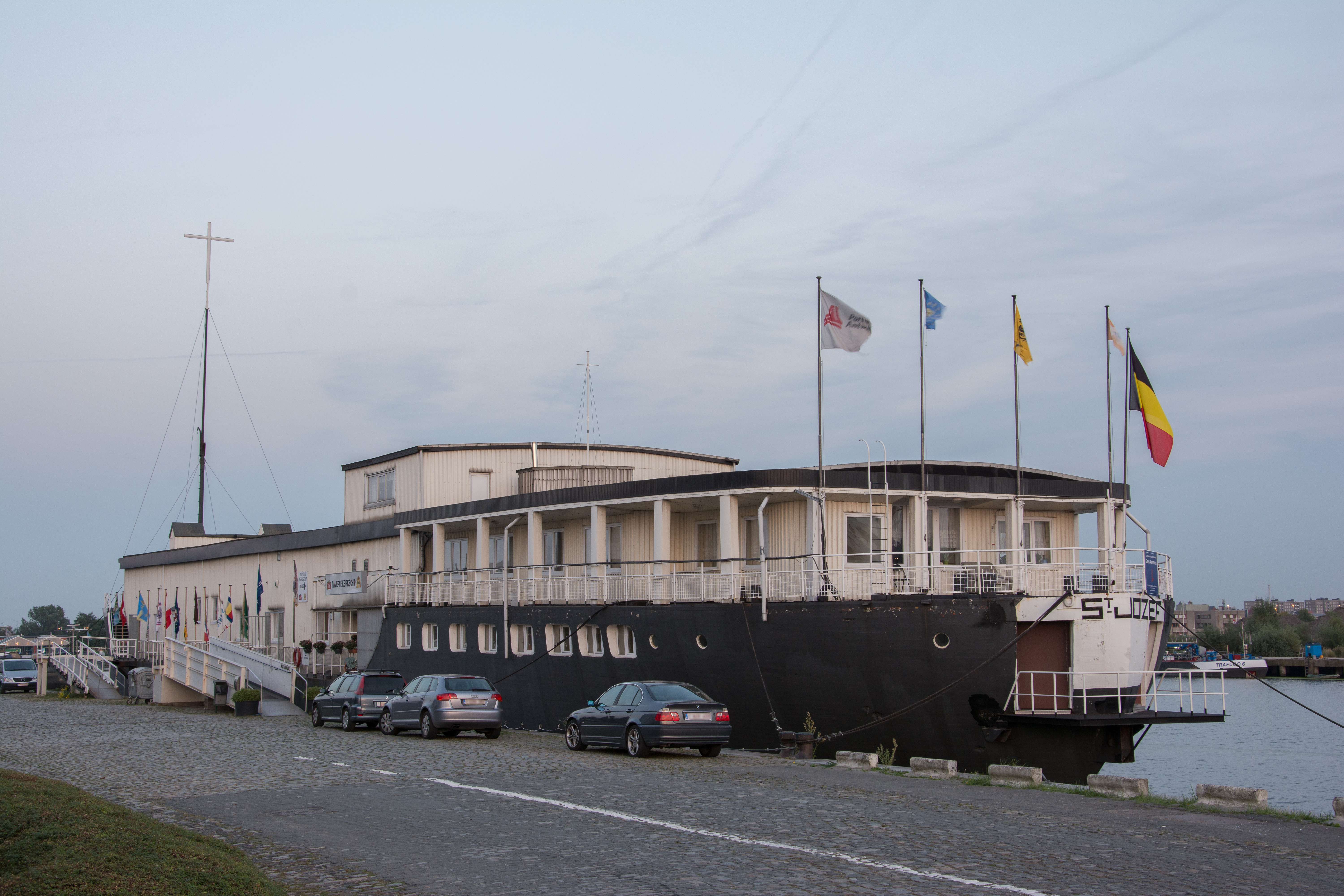
Kerkschip Sint-Jozef, Antwerpen

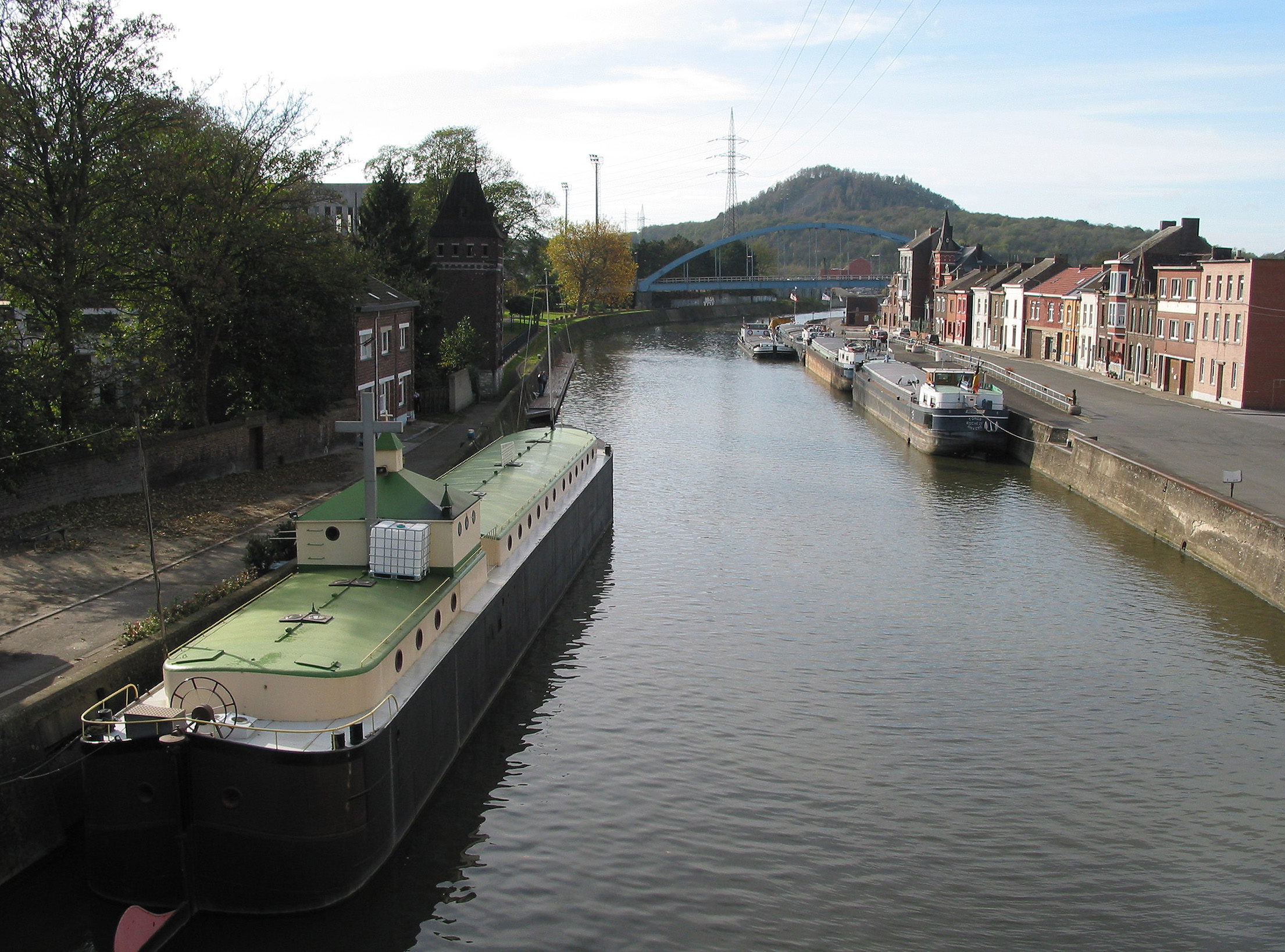
Kapelboot Spes Nostra, gewoonlijk aangeduid als l'église des bateliers (schipperskerk), Marchienne-au-Pont

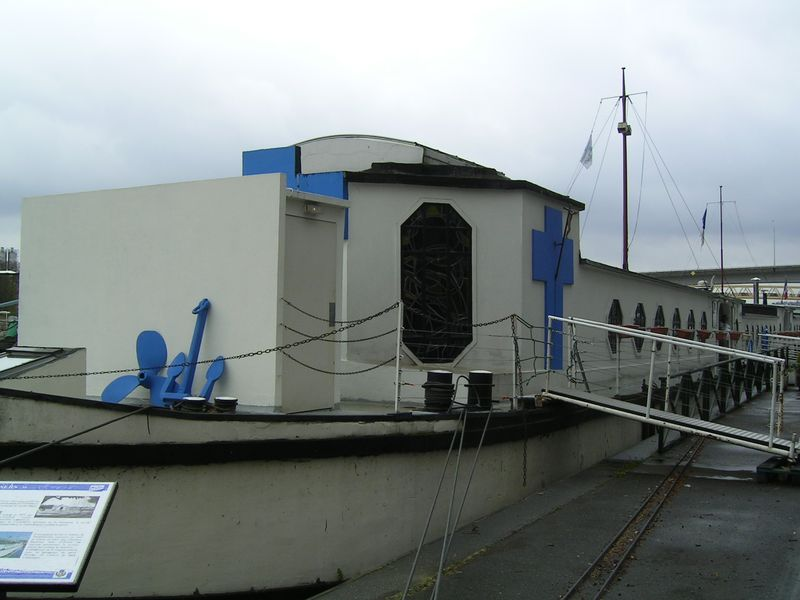
Kapelboot Je sers, Conflans-Sainte-Honorine

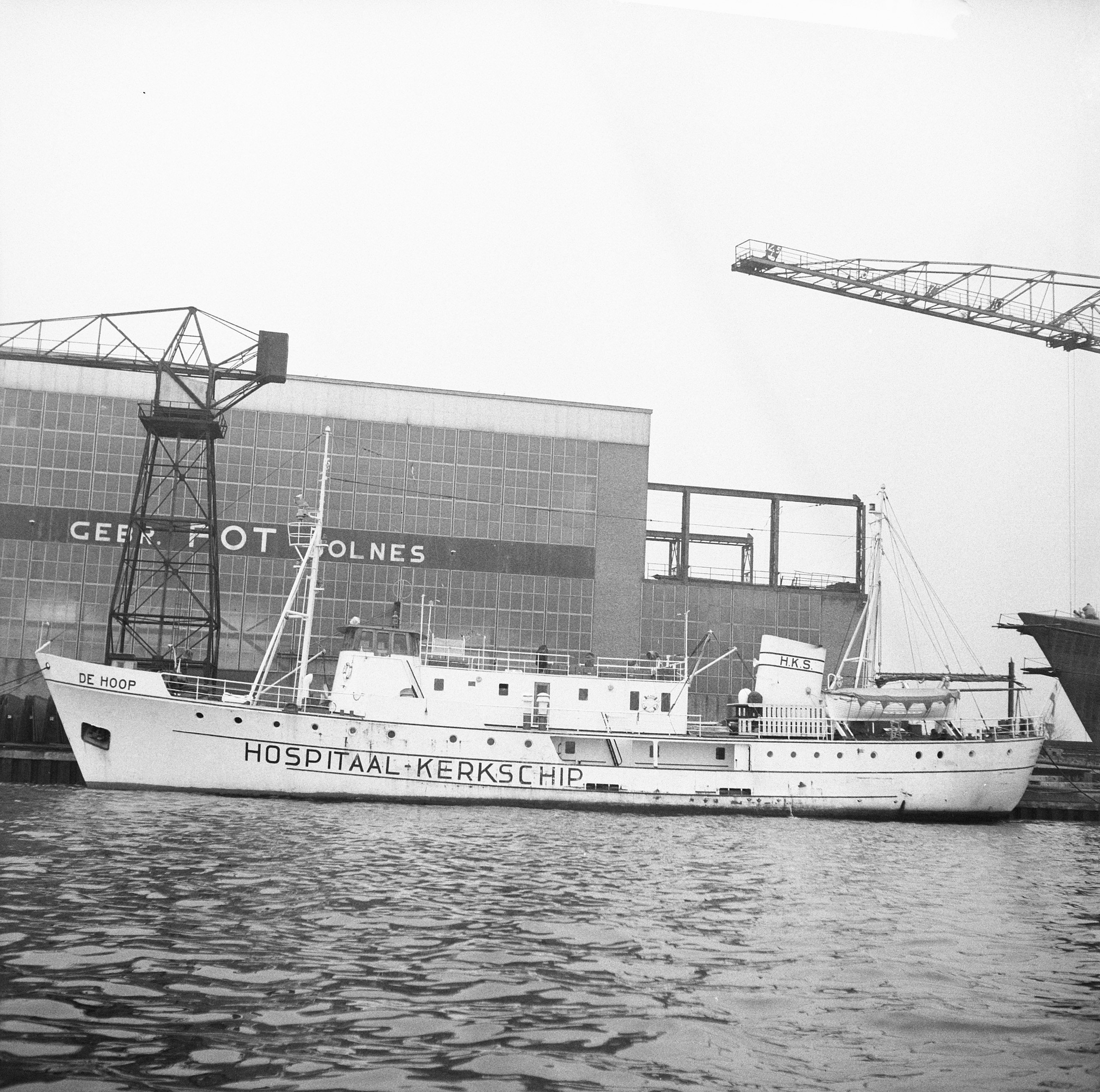
De Hoop III (1955-1963)

Een kerkschip of kapelboot is een schip dat het pastoraat voor zeevissers en scheepvaart of in kustgebieden faciliteert.
Hoewel het bezoek aan de kerkschepen in West-Europa sterk teruggelopen is zijn er anno 2012 her en der in Europa nog kerkschepen in gebruik, zoals het Antwerpse Kerkschip Sint-Jozef, de Luikse kapelboot Emmaüs en de 'schipperskerk' Je Sers in Conflans-Sainte-Honorine. Dit zijn stilliggende schepen, in tegenstelling tot de vier hospitaal-kerkschepen De Hoop die tussen 1898 en 1988 op de Noordzee voeren. De kerkschepen in België vallen onder het Schippersapostolaat, dat ressorteert onder het aartsbisdom Mechelen.

## Enkele kerkschepen
- Kerkschip Sint-Jozef, Houtdok aan kaai 25A, voor het Eilandje, Antwerpen;[1]
- Kerkschip Emmaüs (Luik), anno 2012 nog in gebruik;[2]
- Spes Nostra (op de Samber in Marchienne-au-Pont),;
- Je sers (Conflans-Sainte-Honorine), Frankrijk, in 1919 gebouwd als het kolenschip Langemark, in 1936 ingewijd door de bisschop van Marseille. Pater Joseph Belanger (1898 - 1976), een oorlogsinvalide uit de Eerste Wereldoorlog, was de oprichter en spilfiguur van de gemeenschap rond dit schip.
- KSCC kerkschip Jos Vranken (schip, 1925), (Waalhaven, Nijmegen, pastoraal werk voor schippers, kermis- en circusexploitanten.

## Verder lezen
- Kapucijnen-Vlaanderen.be: Wat voorbij is - Het schippersapostolaat